# Ablativ
Ablativ (česky též odlučník) je označení pro mluvnický pád, jenž se jako jediný z původních osmi praindoevropských pádů v češtině (ani v ostatních slovanských jazycích) nedochoval. Dochoval se v arménštině, latině, romštině a sanskrtu. Jménem ablativ se označují různé pády i v některých neindoevropských jazycích, např. turečtině a ugrofinských jazycích.

## Ablativ v latině
V latině ablativ spojuje funkci indoevropského ablativu (který označuje směr „odkud“), instrumentálu („čím“) a lokálu („v“). Z těchto původních významů vzniklo několik dalších – důvodu („proč“), časového ablativu („v době“) a ablativ absolutní. Klasické gramatiky rozlišují:
- ablativus instrumentalis – prostředek (jak? čím?)
- ablativus modi – způsob (jak? kterým způsobem?)
- ablativus sociativus – společenství (s kým? jako součást čeho?)
- ablativus mensurae – míra (o kolik větší, menší atd.?)
- ablativus limitationis – omezení (v jakém rozsahu?)
- ablativus originis – původ (ze které rodiny?)
- ablativus separativus – výchozí bod a odloučení (z čeho? odkud?)
- ablativus auctoris – logický podmět pasivu (kým?)
- ablativus comparationis – srovnání (jako kdo/co?)
- téma (o čem)
- ablativus locativus – místo (odkud?)
- ablativus temporalis – čas (kdy?)
- ablativus qualitatis – jakost (z čeho? jaký?)
- ablativus causae – důvod (proč?)

## Ablativ ve finštině
Finský ablativ je lokálním pádem vnějším. Primárně vyjadřuje funkci „z povrchu“ (např. pöytä → pöydältä – stůl → ze stolu).

## Ablativ v romštině
V romštině se jako 8. pád používá ablativ pro označení směru "odkud".
- "Odkud jdeš?" - "Z Prahy."
- "Khatar džas?" - "Prahatar."